# Португальська Гвінея
Португальська Гвінея (порт. Guiné Portuguesa) — португальська колонія в Африці, що існувала наприкінці XIX — на початку XX століття.

## Історія
Тривалий час португальська присутність на західноафриканському узбережжі обмежувалась посиленими населеними пунктами Кашеу (засновано 1588) та Бісау (1687), що були центрами работоргівлі; керівництво ними здійснювалось у межах колонії Кабо-Верде. 1879 португальські володіння на материку було виділено в окрему колонію «Португальська Гвінея».
Спочатку португальці контролювали тільки узбережжя. На початку XX століття, за підтримки жителів,які сповідували іслам, португальці почали кампанію проти поганських племен, що жили у глибині континенту. Боротьба за контроль над внутрішніми районами й віддаленими архіпелагами була тривалою: острови Біжагош перейшли під повний контроль португальського уряду лише 1936 року.
1951, коли португальський уряд перебудував усю колоніальну систему, колонії (включаючи Португальську Гвінею) були перейменовані на «заморські провінції» (порт. Províncias Ultramarinas).
1956 Амілкар Кабрал, заснувавши ПАІГК, розпочав боротьбу за незалежність країни. 1961 ПАІГК перейшла від політичних форм боротьби за незалежність до збройних. До 1973 року ПАІГК контролювала більшість внутрішніх територій країни, натомість узбережжя залишалось під португальським контролем. 24 вересня 1973 у селі Боє на південному сході країни ПАІГК проголосила створення незалежної Республіки Гвінея-Бісау. Після революції в Португалії новий уряд метрополії 10 вересня 1974 року визнав незалежність Гвінеї-Бісау.